# 대한민국 민법 제547조
대한민국 민법 제547조는 해지, 해제권의 불가분성에 대한 민법 채권법 조문이다.

## 조문
제547조(해지, 해제권의 불가분성) ① 당사자의 일방 또는 쌍방이 수인인 경우에는 계약의 해지나 해제는 그 전원으로부터 또는 전원에 대하여 하여야 한다.
②전항의 경우에 해지나 해제의 권리가 당사자 1인에 대하여 소멸한 때에는 다른 당사자에 대하여도 소멸한다.

第547條(解止, 解除權의 不可分性) ① 當事者의 一方 또는 雙方이 數人인 境遇에는 契約의 解止나 解除는 그 全員으로부터 또는 全員에 對하여 하여야 한다.
②前項의 境遇에 解止나 解除의 權利가 當事者 1人에 對하여 消滅한 때에는 다른 當事者에 對하여도 消滅한다.

## 참고 문헌
- 오현수, 일본민법, 진원사, 2014. ISBN 978-89-6346-345-2
- 오세경, 대법전, 법전출판사, 2014 ISBN 978-89-262-1027-7
- 이준현, LOGOS 민법 조문판례집, 미래가치, 2015. ISBN 979-1-155-02086-9